# Археологічні пам'ятки Кропивницького
Археологічні пам'ятки Кропивницького Кіровоградської області.
| № п/п | Охоронний номер пам 'яток | Кількість внутрішньо комплексних | Найменування пам'ятки | Адреса            | Рік відкриття або виявлення. Дослідник. Рік інвентаризації. Дослідник | Основні розміри |  |  |                          |  | Розміри після інвентаризації |  |                     | Рішення органу влади про взяття пам'ятки під охорону |
| ----- | ------------------------- | -------------------------------- | --------------------- | ----------------- | --------------------------------------------------------------------- | --------------- |  |  | ------------------------ |  | ---------------------------- |  | ------------------- | ---------------------------------------------------- |
| 318   | 2318                      | 1                                | Курган № 3            | м. Кіровоград     | 1989 р.                                                               | в.-8,0 м        |  |  |                          |  |                              |  | № 51 від 04.03.1992 |                                                      |
|       |                           |                                  |                       | Територія ЧЛЗ     | Орлик О. П.                                                           | д.-60,0 м       |  |  |                          |  |                              |  |                     |                                                      |
| 319   | 2319                      | 1                                | Курган № 4            | м. Кіровоград     | 1989 р.                                                               |                 |  |  | Досліджено по всій площі |  |                              |  | № 51 від 04.03.1992 |                                                      |
|       |                           |                                  |                       | вул. Попова, 13   | Орлик О. П.                                                           | д.-55,0 м       |  |  |                          |  |                              |  |                     |                                                      |
| 320   | 2320                      | 1                                | Курган № 6            | м. Кіровоград     | 1989 р.                                                               | в.-1,6 м        |  |  |                          |  |                              |  | № 51 від 04.03.1992 |                                                      |
|       |                           |                                  |                       | вул. Курганна, 56 | Орлик О. П.                                                           | д.-25,0 м       |  |  |                          |  |                              |  |                     |                                                      |